# 熊谷在直
熊谷 在直（くまがい ありなお、応安3年（1370年） - 永享2年（1430年））は室町時代の安芸武田氏の家臣。父は熊谷直明。子に熊谷信直。妻は厳島親詮の娘。官途は尾張守。通称は四郎次郎左衛門、尾張四郎、二郎左衛門、法号は古田（伝）一心。
1403年2月、在直は家督を相続。1407年には守護の安芸武田氏から安芸国矢賀村を預けられた。また山名時久より書状を頂くなどの活動が熊谷家文書に見える。
1430年に病死。跡を息子の熊谷信直が継いだ。